# Liberia op de Olympische Zomerspelen 2016
Liberia nam deel aan de Olympische Zomerspelen 2016 in Rio de Janeiro, Brazilië. Twee sporters kwamen in het atletiektoernooi in actie. Atleet Emmanuel Matadi droeg de nationale driekleur bij zowel de openings- als de sluitingsceremonie. De Liberiaanse ploeg behoorde tot de kleinste olympische delegaties van de Olympische Zomerspelen 2016: alleen Tuvalu had een kleinere delegatie (één atleet).

## Deelnemers en resultaten
(m) = mannen, (v) = vrouwen 

### Atletiek
| Olympiër          | Discipline | Resultaat | Prestatie             |
| ----------------- | ---------- | --------- | --------------------- |
| Emmanuel Matadi V | 100m (m)   | 43e       | serie 4: 6de in 10,31 |
| Emmanuel Matadi V | 200m (m)   | 30e       | serie 3: 5de in 20,49 |
|                   |            |           |                       |
| Mariam Kromah     | 400m (v)   | 38e       | serie 6: 5de in 52,79 |